# 鲁州 (唐六胡州)
鲁州，中国唐朝时期的“六胡州”之一。调露元年（679年），为安置境内突厥人民所置的州，治所在鄂尔多斯南部，约内蒙古鄂托克前旗、宁夏盐池县、陕西靖边一带，具体地点尚未确定。窨子梁唐墓墓志铭表明，窨子梁墓地地处唐代六胡州之一的鲁州辖境，有学者认为盐池县兴武营古城即鲁州。
神龙三年（709年），改属兰池都督，鲁州改为县。开元十年（722年）复置，此后废置。
鲁州刺史
- 安思恭（680年）